# 弗里威爾 (堪薩斯州)
弗里威爾（英語：Free Will）是位於美國堪薩斯州奧斯伯恩縣的一個鬼鎮。

## 歷史
弗里威爾的郵政局於1872年設立，直到1895年結束營運。現時弗里威爾沒有任何遺址存在。

## 地理
弗里威爾所處的海拔為高於海平面508米（即1667英呎），而該地所採用的時區為UTC-6，即北美中部時區（CST）。同時該地設有夏令時間，為UTC-6調快一小時，即UTC-5（CDT）。